# はつゆき (護衛艦)
はつゆき（ローマ字：JS Hatsuyuki, DD-122）は、海上自衛隊の護衛艦。はつゆき型護衛艦の1番艦。はつゆき型護衛艦のネームシップ。「はつゆき」の名は｢その年初めて降る雪｣(初雪)に由来する。なお同じ名を持つ艦艇としては、旧海軍の神風型駆逐艦25番艦「初雪」、吹雪型駆逐艦特I型3番艦｢初雪｣に続き、3代目である。

## 艦歴
昭和52年度計画2,900トン型護衛艦2210号艦として、住友重工追浜造船所浦賀工場で1979年3月14日に起工され、1980年11月7日に進水、1982年3月23日に就役し、第1護衛隊群に直轄艦として編入され横須賀に配備された。
就役当初は高性能20mm機関砲（CIWS）が装備されておらず、艦橋旗甲板レベルの両舷に甲板を増設し、艦橋のブルワークを一部をカットする形で後日装備した。なお、CIWS管制室はFCS-2-21の下部構造、同弾庫はマスト下部構造にそれぞれ設けられている。
同じくチャフ発射機についても同型艦中本艦のみ後日装備となっており、新たに張り出しを設け、同型艦同様に装備された。なお、弾庫は格納庫左舷側に甲板を増設して設置した。
上記の追加装備で同型艦とほぼ同様の装備となったが、煙突両舷のSSM搭載用クレーンは最後まで設置されることはなかった。
1983年2月8日、第1護衛隊群隷下に第41護衛隊が新編され、同日付で就役した「しらゆき」とともに編入された。同年6月28日から8月16日の間、護衛艦「くらま」、「たちかぜ」とともにハワイ派遣訓練に参加。
1984年、1988年に環太平洋合同演習 (RIMPAC) に参加。
1987年6月6日から8月21日の間、護衛艦「しらね」、「はたかぜ」とともに米国派遣訓練に参加。
1990年1月31日、第41護衛隊が第4護衛隊群隷下に編成替えとなり、大湊に転籍。
1991年、遠洋練習航海に参加。
1996年3月12日、横須賀地方隊第37護衛隊に編入され、再び横須賀へ転籍。
1997年3月24日、第37護衛隊の廃止に伴い、横須賀地方隊隷下に編成替えとなった第41護衛隊に編入。同日付、隊番号の改正により第41護衛隊が第21護衛隊に改称。
2008年3月26日、自衛艦隊の大改編により、第21護衛隊が第11護衛隊に改称され、護衛艦隊隷下に編成替え。
2010年6月25日、護衛艦「さわかぜ」と共に自衛艦旗を横須賀地方総監松岡貞義海将に返納し退役した。就役期間通しての総航程は678,051.7浬、総航海時間は61,513時間47分におよんだ。
最終所属は護衛艦隊第11護衛隊に所属し、定係港は横須賀であった。

### 歴代艦長
| 代 | 氏名     | 在任期間                | 出身校・期           | 前職                               | 後職                                         | 備考                 |
| -- | -------- | ----------------------- | -------------------- | ---------------------------------- | -------------------------------------------- | -------------------- |
| 01 | 稲田秀穂 | 1982.3.23 - 1983.1.19   | 海保大5期・ 10期幹候 | はつゆき艤装員長                   | 護衛艦隊司令部付 →1983.2.8 第41護衛隊司令    | 1982.7.1 1等海佐昇任 |
| 02 | 渡邊 直  | 1983.1.20 - 1984.1.19   | 防大6期              | 海上自衛隊幹部学校教官             | 東京業務隊付                                 | 1983.7.1 1等海佐昇任 |
| 03 | 両角良彦 | 1984.1.20 - 1986.7.8    | 長崎大・ 13期幹候    | 海洋業務群司令部幕僚               | 佐世保地方総監部管理部総務課長               |                      |
| 04 | 可児義昭 | 1986.7.9 - 1987.12.14   | 防大8期              | プログラム業務隊付                 | 防衛大学校助教授 兼 訓練教官                 |                      |
| 05 | 阿部保之 | 1987.12.15 - 1989.3.19  | 防大12期             | 海上幕僚監部防衛部                 | 海上自衛隊幹部学校                           |                      |
| 06 | 篠原 俊  | 1989.3.20 - 1990.3.22   | 防大15期             | 第1護衛隊群司令部幕僚              | 海上自衛隊幹部学校付                         |                      |
| 07 | 宮岡邦弘 | 1990.3.23 - 1991.6.10   | 防大11期             | 第2海上訓練指導隊船務科長          | 大湊基地業務隊補充部付                       |                      |
| 08 | 成影 務  | 1991.6.11 - 1992.8.2    | 防大14期             | 自衛艦隊司令部幕僚                 | 海上幕僚監部人事教育部 教育課教範班長        |                      |
| 09 | 西田利雄 | 1992.8.3 - 1994.8.29    | 防大16期             | 佐世保地方総監部防衛部 第3幕僚室長 |                                              |                      |
| 10 | 岩崎繁美 | 1994.8.30 - 1995.8.17   | 防大18期             | 自衛隊愛知地方連絡部               |                                              |                      |
| 11 | 島田喜未 | 1995.8.18 - 1996.12.1   | 防大19期             | 海洋業務群司令部幕僚               | 海上幕僚監部防衛部防衛課                     |                      |
| 12 | 高山 健  | 1996.12.2 - 1997.12.21  |                      | 海洋業務群司令部幕僚               | 対潜資料隊海洋第2科長                        |                      |
| 13 | 田中博俊 | 1997.12.22 - 1998.12.21 | 防大21期             | 海上幕僚監部装備部武器課           | 海上自衛隊第1術科学校学生隊長 兼 第1学生隊長 |                      |
| 14 | 中嶋 厚  | 1998.12.22 - 2000.3.23  | 防大24期             | きりしま砲雷長 兼 副長             | 海上自衛隊幹部学校付                         |                      |
| 15 | 浅葉守宗 | 2000.3.24 - 2001.12.16  | 防大21期             | 誘導武器教育訓練訓練科長           | 大湊地方総監部防衛部付                       |                      |
| 16 | 三輪一雅 | 2001.12.17 - 2002.12.9  | 防大27期             | 第1海上訓練指導隊付                | 海上自衛隊幹部学校研究部員                   |                      |
| 17 | 平田峰男 | 2002.12.10 - 2003.12.18 | 生徒15期             | きりしま砲雷長 兼 副長             | 開発隊群司令部幕僚                           |                      |
| 18 | 橋野早博 | 2003.12.19 - 2005.3.27  |                      | しまかぜ船務長 兼 副長             | 横須賀地方総監部管理部総務課長               | 3等海佐              |
| 19 | 大野敏弘 | 2005.3.28 - 2006.3.16   | 防大30期             | あさかぜ船務長 兼 副長             | 海上自衛隊幹部候補生学校 第1学生隊長         |                      |
| 20 | 竹内義人 | 2006.3.17 - 2007.3.25   | 防大24期             | 海上自衛隊幹部候補生学校教官       | くろべ艦長                                   |                      |
| 21 | 吉野 敦  | 2007.3.26 - 2008.3.25   | 広修大・ 36期幹候    | 艦艇開発隊艦艇第1科長              | ひゅうが艤装員 →2009.3.18 ひゅうが副長       |                      |
| 22 | 伍賀祥裕 | 2008.3.26 - 2009.3.25   | 防大35期             | 第4護衛隊群司令部幕僚              | 統合幕僚監部防衛計画部防衛課                 |                      |
| 23 | 下野善彦 | 2009.3.26 - 2010.6.25   | 関西大・ 37期幹候    | あたご砲雷長 兼 副長               | 誘導武器教育訓練隊                           |                      |